# 클리블랜드 브라운스

클리블랜드 브라운스(Cleveland Browns)는 오하이오주 클리블랜드에 연고지를 둔 NFL 팀이다.